# Akimi Yoshida
Akimi Yoshida (吉田 秋生, Yoshida Akimi, Shibuya, 12 augustus 1956) is een Japans mangaka en een alumna van de Musashino Kunstuniversiteit.
Yoshida is voornamelijk bekend om haar reeks Banana Fish. Deze manga werd in 2018 verwerkt tot een anime. Tweemaal won ze de Shogakukan Manga-prijs voor shojo: in 1984 voor Kissho Tennyo en in 2002 voor Yasha. In 2007 won ze de Manga Excellentieprijs op het Japan Media Arts Festival voor Umimachi Diary. Regisseur Hirokazu Kore-Eda is verantwoordelijk voor de verfilming in 2015 van Umimachi diary, internationaal bekend onder de naam Our Little Sister.

## Oeuvre
- Chotto Fushigi na Geshukunin (ちょっと不思議な下宿人), 1977
- California Monogatari (カリフォルニア物語), 1978–1981
- Kawa yori mo nagaku yuruyaka ni (河よりも長くゆるやかに), 1983
- Kissho Tennyo (吉祥天女), 1983–1984
- Sakura no Sono (櫻の園), 1985–1986
- Banana Fish, 1985–1994
- Lovers' Kiss (ラヴァーズ・キス), 1995–1996
- Yasha (YASHA-夜叉-), 1996–2002
- Eve no Nemuri (イヴの眠り), 2003–2005
- Umimachi Diary (海街 diary), 2007

- Bibliothèque nationale de France: cb14490722h (data)
- CiNii: DA10473417
- Gemeinsame Normdatei: 1089688660
- International Standard Name Identifier: 0000 0000 5243 9470
- Library of Congress Control Number: nr99017841
- Bibliotheek van het Japanse parlement: 00120440
- Nationale Bibliotheek van Israël: 987007933273505171
- Nederlandse Thesaurus van Auteursnamen: 270054367
- Système universitaire de documentation: 077349466
- Virtual International Authority File: 15001053
- WorldCat: E39PBJpdVvmYK3t89QRm3RTrbd